# Stemma della Serbia
Lo stemma della Serbia (Грб Србије, Grb Srbije), adottato l'11 novembre 2010, riproduce l'emblema della dinastia regnante degli Obrenović (utilizzato per la prima volta nel 1882, per essere poi reintrodotto il 16 agosto 2004) e mostra l'aquila bicefala propria della dinastia dei Nemanjić (che la ricavò dalla dinastia dei Paleologhi dell'Impero Bizantino). Lo stemma è attorniato da un manto di ermellino, indossato secondo l'uso antico dai re serbi.

## Blasonatura
Il campo principale rappresenta lo Stato Serbo (il color rosso dell'emblema centrale, l'aquila bicefala con l'ali spiegate color argento, mentre zampe e becco sono di color oro; in basso due gigli dorati); lo scudo interno all'aquila rappresenta invece la Nazione Serba (una croce argento su campo rosso tra quattro lettere), che deriva dalla croce serba.

### Lo scudo

Croce serba

Il disegno dello scudo è stato utilizzato dagli stati serbi fin dal Medioevo. Le quattro iniziali che attorniano la croce argentata sono molto simili alla lettera C dell'alfabeto cirillico (che corrisponde al fonema /s/) e vengono comunemente associate al motto Само слога Србина спасава/Samo Sloga Srbina Spasava ("Solo l'Unità Salva i Serbi"). Questa disposizione fu originariamente utilizzata dall'Impero Bizantino, attraverso uno schema di quattro B indicante il motto Вασιλεύς Βασιλέων Βασιλεύων Βασιλευόντων/ Basiléus Basiléon, Basiléuon Basileuònton ("Re dei Re, che Regni sui Re"). Quasi indubbiamente le quattro lettere hanno assunto nella trasposizione medievale sulla bandiera serba la forma di quattro acciarini, già noti come simbolo araldico (venivano infatti utilizzati dal casato fiorentino degli Acciaiuoli).

### La corona
Benché ora la Serbia sia una repubblica, il nuovo stemma nazionale comprende la corona della precedente monarchia. L'uso della corona implica infatti solitamente una forma di governo monarchico. Tuttavia molte repubbliche dell'Europa centrale ed orientale (come ad esempio il Montenegro, l'Ungheria, la Polonia,la Bulgaria, la Georgia o la Russia) utilizzano tuttora la corona nei loro stemmi, come simbolo di sovranità.

### Usi precedenti
L'attuale stemma della Serbia costituì, con qualche variante, l'emblema della monarchia nel periodo jugoslavo. Nello stemma del Regno dei Serbi, dei Croati e degli Sloveni e poi del Regno di Jugoslavia lo scudo era più piccolo ed era contenuto in un altro scudo che a sua volta racchiudeva anche i simboli di Croazia e Slovenia. Nello stemma del Regno di Jugoslavia non erano presenti i due gigli dorati in basso sotto gli artigli dell'aquila.

### La bandiera
L'attuale bandiera ufficiale della Serbia, adottata ufficialmente l'11 novembre 2010 con l'approvazione del parlamento nazionale, presenta la versione minore dello stemma centrato verticalmente e spostato verso sinistra di 1/7 della lunghezza totale.

## Stemma della Republika Srpska

La Republika Srpska, l'entità serba della Bosnia ed Erzegovina, fino al 2007, aveva uno stemma molto simile a quello della Serbia. 
Esso presentava l'aquila bicipite in campo rosso con al centro lo scudo con la croce serba. Nello stemma non erano presenti i due gigli dorati in basso sotto gli artigli dell'aquila e la corona della dinastia Karađorđević era contenuta all'interno del campo rosso.
Tale stemma il 16 giugno 2007 è stato dichiarato illegale dalla corte costituzionale della Bosnia ed Erzegovina ed è stato sostituito da un nuovo emblema, meno legato all'araldica serba, ma con richiami alla storia peculiare dei Serbi di Bosnia.

## Lo stemma della Repubblica Socialista di Serbia

Dopo la fine della seconda guerra mondiale. il nuovo governo socialista ridisegnò l'emblema tradizionale, modificandolo sul modello di quelli dell'Unione Sovietica e degli altri paesi dell'Europa orientale.
Il frumento rappresentava i contadini, mentre la ruota d'ingranaggio sita alla base rappresentava i lavoratori. La stella rossa al vertice rappresentava il comunismo, mentre il sole con i raggi un nuovo domani.
La quercia è tradizionalmente un albero sacro per i Serbi, pertanto vennero disegnate foglie di quercia con ghiande.
Gli anni 1804 e 1941 commemorano la prima rivolta serba e la lotta di liberazione contro le Potenze dell'Asse durante il secondo conflitto mondiale.
Lo scudo raccoglie gli elementi tradizionali dell'emblema serbo, esclusa però la croce, simbolo della Cristianità, in quanto la Repubblica Socialista di Serbia era ufficialmente laica.
Lo stemma socialista rimase utilizzato per un lungo periodo dopo lo scioglimento della Jugoslavia socialista. Il 17 agosto 2004 il parlamento della Serbia approvò una legge sul nuovo emblema ufficiale, reintroducendo quello del 1882 del Regno di Serbia. Il nuovo stemma è stato oggetto però di alcune polemiche, specialmente in relazione ai riferimenti monarchici.  L'11 novembre 2010 l'emblema è stato ridisegnato in base ai parametri dell'araldica serba.

## Stemmi ufficiali

Stemma della Serbia (versione maggiore)
Stemma della Serbia (versione minore)

## Stemmi precedenti

Stemma della Serbia nel XVII secolo
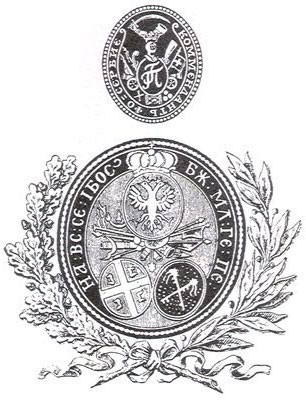
Prima rivolta serba, 1804–1813
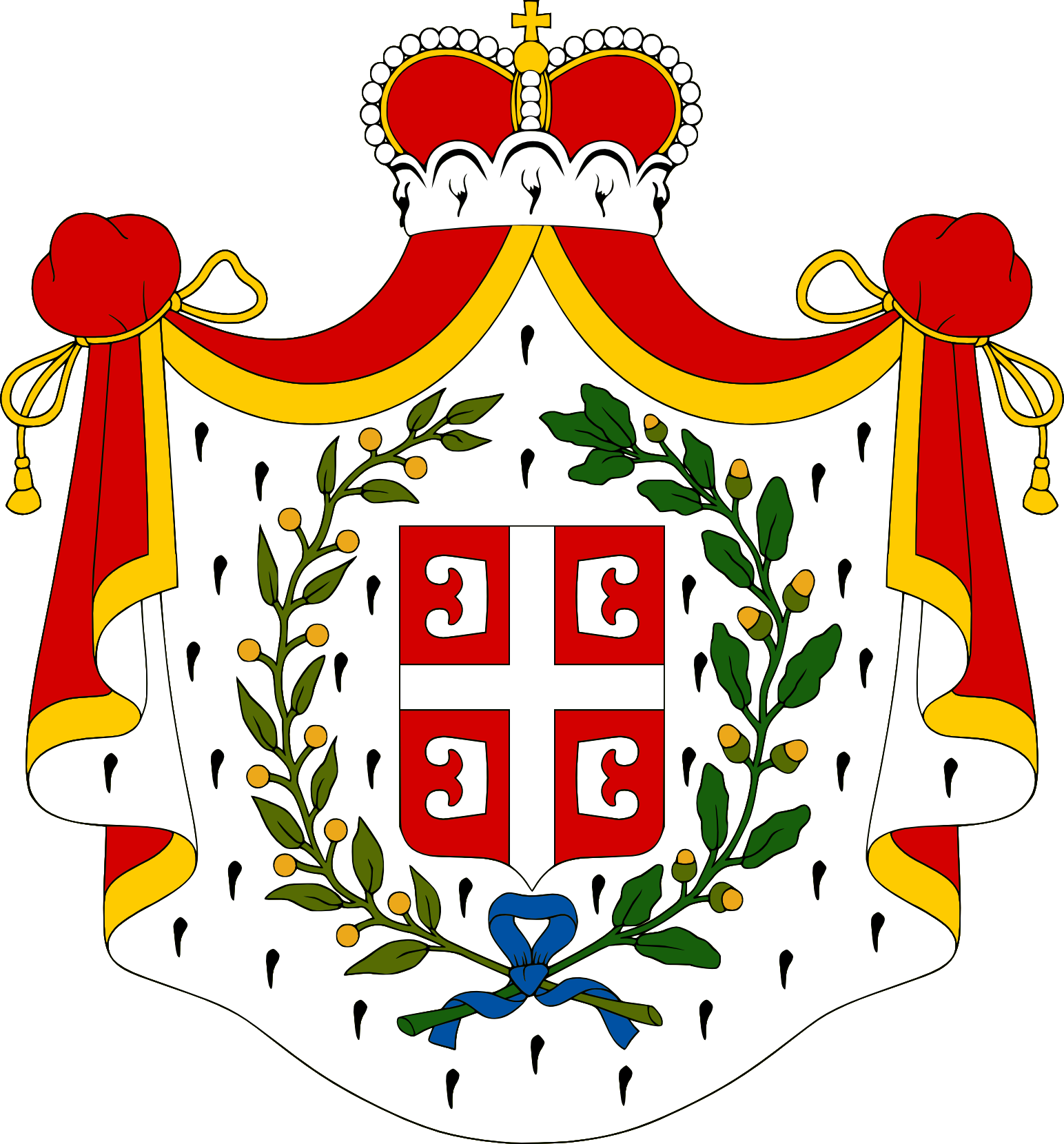
Principato di Serbia, 1835–1882
Regno di Serbia, 1882–1918 e Serbia
Regno di Jugoslavia, 1918–1941
Serbia durante l'occupazione nazista, 1941–1944
Repubblica Socialista di Serbia (parte della Jugoslavia, 1947–1990) e Repubblica di Serbia, 1990–2004
Serbia e Montenegro, 1992–2006
Serbia, 2006–2010

## Altri stemmi

Stemma precedente della Republika Srpska